# 北城乡
北城乡，是中华人民共和国四川省广安市岳池县曾经下辖的一个乡。2019年12月，撤销北城乡，所属行政区域划归九龙街道管辖。

## 行政区划
北城乡撤销前下辖以下地区：
普庵寺村、张仙坝村、耿家店村、壁山庙村、土桥寺村、千佛寺村、石院墙村、金沟村、三元桥村、庙尔坝村和高木桥村。